# Meliboeus reitteri
Meliboeus reitteri es una especie de escarabajo del género Meliboeus, familia Buprestidae. Fue descrita científicamente por Semenov en 1889.